# 冠を持つ神の手
『冠を持つ神の手』（かんむりをもつかみのて）は、同人サークルの小麦畑によって製作されたフリーゲームである。略称は「かもかて」。シナリオやスクリプトはoumi、イラストは羅伊紀が担当している。使用ツールは吉里吉里2。アドベンチャーゲームと育成シミュレーションゲームをミックスしたような形態をしている。「フリゲ2009 あなたが選ぶ今年のベストフリーゲーム」において二位を獲得している。2024年に、Unityを用いてのリメイクが発表され、リメイク版が2025年発売予定。

## 概要
これまでもフリーゲームを公開してきた小麦畑が、吉里吉里2を用いて本格的にゲームを作ろうとの試みを持って企画した作品。よりゲーム性の高い作品ということで育成要素が盛り込まれ、今までの作品はテキストが控えめなものだったことから、今回は文章量を多くするよう意識して製作された。
1プレイにつきかかる時間はおよそ2時間程度だが、ゲーム全体のボリュームは非常に多く「このゲームを真の意味でコンプリートしようと試みるのは無謀すぎます」と製作者はコメントしている。
恋愛シミュレーションゲームのような面が大きいが、攻略対象と愛情や友情を築くだけではなく、ルートによっては殺し合いや憎み合い、相手に好意を持たせた上で裏切るといったダーティーな展開も多く含まれている。
難易度が高いため「攻略支援パッチ」が発売されている。主な機能は、各イベントを回想することのできる「回想モード」、攻略対象キャラクターの感情を把握できる「好感度表示」、各パラメーターを上げやすくする「能力値支援」などである。追加イベントや追加キャラクターなどはない。
ゲーム本編のキャラクター立ち絵や、背景画像などを使用しての二次創作を行うための「二次創作キット」がフリー配布されている。吉里吉里2を扱ったことのない初心者でも手軽にゲームの二次創作が行えるようになっており、その二次創作データの配布も自由となっている。
タイトルロゴと共に表示される「Ducunt volentem fata. nolentem trahunt.」というラテン語の格言は「主人公の運命は貴方次第」といった意味合いを込めて入れられた。

### リメイク
Steamでの販売を予定している。
2024年6月、小麦畑はUnityを用いてのリメイク制作を発表した。制作費用を集めるため同年11月1日から2025年1月19日にかけてクラウドファンディングが行われ、目標金額100万円は開始から30分で達成され、10時間で330万円以上が集まった。最終日には、総額6,886,250円に達した。
クラウドファンディングのリターンは、2500円で「ゲームダウンロード権」、5万円で「ゲームダウンロード権+キャライベント追加」、15万円で「ゲームダウンロード権+エンディング追加」などが用意された。
システムにいくらかの変更が予定されており、育成パートを従来の週単位から日単位への切り替えが可能。また、オリジナル版は基本無料で攻略支援版のみ有料だったが、攻略支援版にあった天候操作などの要素は、クリア実績によって順次開放される仕組みに変わる。育成時にはランダム要素（上昇する数値の大小）があったが、ランダムなしへの切り替えも可能になる。

## ストーリー
王国リタントの三足族は、無性別で生まれ、15歳で成人してから自らの意思で男女へと別れていくという特殊な種族であった。
リタントの王の座を得られるのは、額に光る選定印を持って生まれた者のみ。血筋は関係なく、額の徴だけが、神から与えられた王たる者の冠だった。
次代の王位継承者が成人した暁に譲位が成されるという慣わしに従い、継承者の成人を一年後に控えていた時期に、徴を持つもう一人の人物が発見された。14歳の同い年の二人の継承者のうち、どちらが王座に就くのか、同時代に二人の人物に与えられた徴が持つ意味とは何なのか。

### キャッチコピー
バナーなどに用いられる。
- それは神が授けた、ただ一つの王の証――。
- 海に囲まれた世界の、

壁に区切られた国の、
湖に隔てられた島の、
垣に護られた城の、
徴に縛られた人の物語。

## システム
プレイヤーは、二人目の王候補者である14歳の少年となって成人までを城内で過ごすことになる。王位を狙うも他の職業を目指すも、特定の人物と愛を紡ぐも憎み合うもプレイヤー次第である。

### 育成
十日間を一週間として、一～四日と、六日～九日は「平日パート」で、候補者としての教養を積む訓練日となっていて各パラメーターを上げる事が出来る。パラメーターは武勇・知力・信仰・礼節・魅力・交渉の六つから成り、どれも王を目指す上では欠かすことのできないものである。プレイしていく中で新たに追加される二つのパラメーターと、隠しパラメーターも存在する。パラメーターが規定値以上でなければ起こせないイベントや、成功することのできないイベントもある。訓練を連続して行うと体力や気力が下降するため、時々は休息をとる必要がある。
五日目と十日目は休日となっている。五日目は「中日パート」であり、その時のプレイヤーのパラメーターやキャラクターの好感度などに応じて自動的にイベントが起こる。十日目は「休日パート」でプレイヤーが能動的に城内に出かけてイベントを起こしたり、あるいは訓練や休息などに充てることができる。

### 好感度／印象度
- 好感度……対象キャラクターが主人公へ向けている感情
- 印象度……主人公が対象キャラクターへ向けている感情

好感度は、プレイヤーのパラメーターや選択肢によって変動する。初期好感度が高いキャラクターもいれば低いキャラクターもいる。通常の場合、プレイヤーからは見ることが出来ず、攻略支援パッチを導入していなければ変動の様子はわからない。
印象度は、プレイヤーが登場したキャラクターに対して入力することで変動する。そのキャラクターとの初対面時と、キャラクターとのイベントが起こった日の終わりに入力することができる。イベントの種類によって入力できる値は変わる。
印象度も好感度も「愛憎」と「友嫌」の二つの軸に分かれている。愛と憎は対立するものであり、友と嫌も対立するものである。
- 愛……相手を許容している。愛しさを感じている。
- 憎……相手を受け入れがたい。嫌がらせをしたいと感じている。
- 友……相手に共感している。親しみを感じている。
- 嫌……相手を理解できない。避けたいと感じている。

愛憎友嫌はこのような感情を表している。
例えば、愛情と友情が両立していると「大好きで親しく感じている」といった状態になる。逆に憎悪と嫌悪が両立している場合は「大嫌いで顔も見たくない」となる。愛情と嫌悪の場合は「大嫌いなはずなのに気になる」となる。憎悪と友情の場合は「友情と嫉妬の板ばさみ」といった風になり、突出した感情がない場合は「無関心」となる。

#### 反転
感情がある程度高まると、その感情を反転させることができる。募った愛を憎に、嫌を友に変えることができる。プレイヤーは感情が高まり次第、任意で反転を起こすことができる。対象キャラクターたちは、特定のイベントによって反転を起こす。反転はゲーム中、一人の対象キャラクターに対して一度しか起こすことが出来ない。
ひたすら憎しみあった末の衝突によって愛が芽生えるキャラクターや、ひたすら愛しあった末に見せた油断を利用しなければ殺せないキャラクターなどに対しては、印象度の反転を使わないと起こすことのできないイベントや迎えられないエンディングがある。

### エンディング
王も含めて、神官や文官などの職業別エンディングは全部で24種類存在する。この24種類のエンディングは「キャラなし」のものであり、特定の人物と深い関わりを持たなかった場合に迎えるものである。
特定の人物との関わりの末に迎える「キャラあり」のエンディングは、登場する11人の攻略対象キャラクターのいずれかと迎えることが出来る。一人の人物につき、大きく分けて愛情・友情・憎悪・裏切・殺害の五つのエンディングがある。
- 愛情……恋愛関係を結ぶエンディング。
- 友情……友情を築くエンディング。
- 憎悪……憎み合いの末のエンディング。
- 裏切……裏切をしかけるエンディング。
- 殺害……相手が殺害されるエンディング。

愛情エンディングだけでも複数のルートがあったりと、エンディングの数は多く、キャラありエンディングだけでも総数100以上の膨大な数となる。一つのエンディングだけでは語られぬ部分も多くあり、複数のエンディングを迎えることによってキャラクターの性格や隠された真実を浮き彫りにすることができる。
プレイヤーは性が未分化の人物であるため、男女どちらと恋愛関係になっても違和感がないストーリーとなっている。ゲーム中の世界観では同性愛は許容されていないため、恋愛関係を築けたとしても最終的にプレイヤーが対象キャラクターと同じ性を選んでしまうと、数名を除くほとんどのキャラクターとの仲は破局することになる。
王など、特定の職業に就けるようパラメーターを調節しなければ迎えられないキャラありエンディングもある。また、複数の人物と特別な関係を持った事により迎えるエンディングも存在する。エンディングによってはプレイヤーが死亡する場合もあるが、エンディング場面以外のゲームの半ばでの死亡はゲームオーバー扱いになる。

## 設定・用語

### 三足族
主人公を初めとする登場人物たちの属する種族。その大きな特徴は、無性別で生まれ、15歳で成人してから自らの意思で性を選択することである。名の由来は、遥か昔においては爬虫類のような太い尻尾を有し、それが三本目の足のように見えたことから。成人男女の外観は現実の人間と変わらないものである。未分化前の子供は、性機能は有さず、どちらかというと女性に近い形態をしている。
数えで年をとり、15歳になると神殿で男女どちらの性を選ぶかを宣誓し、庶民は男女別に篭り小屋に入って肉体の変化を待つ。およそ一ヶ月から二ヶ月ほどで変化を終える。神殿での宣誓は決意を固めるためのものであり、例えば口では男になると宣言しつつも、内心では女になりたいと望んでいた場合は女へと変化する。どちらへと変化するか決めきれない場合、最悪の事態としては体が安定せずに死んでしまうこともある。
独特の性形態を持つことから、姉・妹・娘にあたる言葉はなく、女性であっても兄・弟・息子と称する。王配のように、本来なら男性にしか用いられない言葉が女性に対しても使われたりと、片方の性のみを指す言葉が両性に対して適用されることもある。父母や夫妻などの言葉は存在する。性選択が一方に偏ることがないように、社会的な男女差別は存在しない。精神的にも男女の差にあまり開きがなく同性愛も発生しやすい状況であるが、法律や倫理の点において同性愛は厳しく禁じられている。
「産みの繋がり」と呼ばれる現象があり、女性が妊娠した場合は、その相手である男性もつわりなどの症状を感じる。妊娠期間中に胎児の父が死亡した場合は、母は影響されて死産をしやすくなる。男が複数の子を同時に成すことは可能だが、子の数に比例して一人の子を成す時よりも苦痛が大きくなる。そのため、自然と一夫一妻制が作りあげられている。
飲酒と結婚は成年後に許される。結婚適齢期は十代後半から二十代前半である。乳幼児の死亡率はさほど高くないが、平均寿命は50～60歳ほどである。

### アネキウス
世界を造ったとされる、唯一神の名。三足族だけではなく、全土の民に信仰されている。鳥のような羽を持ち、無性であるという。太陽と同一視されており、アネキウスを祀る神殿は太陽の位置にあわせて天井に穴を空けることが慣例となっている。雨はアネキウスの涙だとされている。孤児の子供は「アネキウスに捧げられた子」という意味を持つ「アーネ」という姓を与えられる。

### 選定印
神に与えられた王たる者だけに授けられる冠とされている。生まれた時から額に浮かんでいる複雑な形をした痣で、緑色に光る。皮膚が直接染まっているかのようだが、その部分を刃物などで穿っても、肉の向こうからその緑の光が消えることなく覗く。王国リタントでは、この徴を持つ者だけが王となることが出来る。かつてリタントが統一国家ダリューラから分裂した際に、三足族を率いた初代国王の額にその徴があったことが起源となっている。アネキウスが彼に与えたものだとされているが、強い魔力を持つ何者かが人為的に造ったのではないかという懐疑も持たれている。
二十年に一人の割合で所持者が生まれ、その人物は出自に関係なく王座を与えられる。彼らは継承者、候補者、寵愛者などと呼ばれる。

### 姓名の規則
グラドネーラに住まう人間は３つの名で構成された名を持ち、名は以下の意味を示す。名前・副家名＝本家名。
名前…個人を識別するためのものであり、他者と被らないようにつけられる。同名の者が出会った場合名を賭けて決闘が起きてもおかしくないため、重複が起きないように意味のない音で名前をつける場合が多い。その唯一性は過去の人物にも及び、同名の人物が存在していた場合は生まれ変わりとして扱う事例がある。
副家名…未婚の場合は親の名字をそのまま引き継ぎ、既婚の場合は自分もしくは配偶者の家入りした方の本家名を使用する。Ａ・Ｂ＝ＣとＤ・Ｅ＝Ｆの婚姻の際、本家名をＣとするならば、Ａ・Ｆ＝Ｃ、Ｄ・Ｆ＝Ｃと夫婦は名をかえ、その間に出来た子はＧ・Ｆ＝Ｃと名乗る。
本家名…家とその者の血統を意味する。○○家と用いられるのはこの本家名にあたる。
これ以外に王家の直系のみが副家名と本家名の間に王国名を入れて名乗る風習がある。ただし、リタントにおいては継承者のみの権利となる。また、孤児で家名が判明しない者はアーネという副家名、及び出身地名を本家名として用いるのが一般的である。

## 世界構造

### グラドネーラ
作品の舞台となる世界の総称。この世界は一つの大陸（あるいは島）で成り立っているために、大陸の名でもある。地球のように球状ではなく、平面の世界である。
天上にある太陽と月は同一のものであり、動くことはなく、時間によって光の強さだけを変え、その状態によって太陽もしくは月と便宜上分けて呼ばれる。
月は約60日周期でわずかながら光の色を変える。その光の色である白・緑・青・赤・黄・黒は暦の月と週にも使われる。つまりは一月は白の月、二週目は緑の週というように呼ばれる。ゲームは、アネキウス歴7403年緑白一日（7403年2月1週目1日目）から始まる。一年が六ヶ月、一ヶ月が六週間、一週間が十日で進行する。この暦は神殿が管理するものであり、唯一神であるアネキウスが地上に降臨したとされる年を0年としている。
グラドネーラ大陸の周囲は海に囲まれている。海には魔物が住むと恐れられ、海の向こうを知る者はいない。海の水は真水であるため飲むことは可能だが、忌まれて手を出されることはなく、漁は川や湖のみで行われる。およそ20℃前後の温暖な気候で安定している。

### リタント
ゲームの舞台となる王国。グラドネーラ北西に位置している。統一国家ダリューラから分裂して建国された。三足族が治めている。識字率は低い。ゲーム本編はリタント歴では119年にあたる。
王都は国の中央に位置するフィアカントで、王城のもとで栄えている。他の都市は木造建築が多いのに対して、フィアカントは立派な石造りの建築物が並ぶ。王城は湖の中に浮かぶように建てられており、外敵を退ける堅牢な造りとなっている。城と城下を繋ぐのは正門にかかる橋のみとなっている。
国の果てには、北から南へと横断する長大な壁が敷かれている。これは国境線に沿って建設されたものである。石造りで高さは3メートルほどあり、途切れ目も扉も存在しない。超えることは困難ではないが、超えた者もその向こう側を覗いた者もいないとされる。

### ダリューラ
グラドネーラの統一国家であり、かつては三足族・有羽族・生耳族などが暮らしていた。
アネキウス歴7200年代後半に起こった分裂戦役によって三足族がその中から分裂し、リタントを建国した。ダリューラはリタントと、有羽族と生耳族の国であるホリーラへと分かれた。有羽族と生耳族から三足族は軽んじられ迫害されており、それが三足族が蜂起した理由であるという。
現在のリタントで行われているアネキウス信仰や、15歳で成人といった基本的な文化はダリューラ時代から続くものである。

## 登場人物

### プレイヤーキャラクター
主人公
14歳。性別は未分化。終盤で男女いずれかになるかを選択できる。名前は任意で設定できるが、デフォルト名はレハトで、公式サイトでもそう表記されることがある。台詞は一切ない。
決まった容姿がゲーム中で描かれることはないが、未成年の子供らしく小さく細く軽い体をしている。一人称は僕・私・俺の三つのうちから選ぶことができ、性格もプレイヤーの選択次第で変えられる。甘えた幼児のような人物になることも、冷酷で利己的な人物になることもある。
額に選定印を持つ、史上初めて同時代に現れた二人目の王候補者である。辺境の村で育ち、父を知らず母と共に暮らしていた。額の選定印を単なる痣だと思い、みっともないからと母に言われるままに額を隠していた。突然の事故で母を失い、呆然とする日々の中で母の言いつけを忘れ、周囲に選定印を発見されたことから城へと招かれた。
当初は王になるにはふさわしくない無教養さで、文字を読むことすら出来ないほどだったが、知識にせよ武術にせよ鍛えれば鍛えただけ恐るべき速さで習得する天性の才能を持っている。それは選定印を持つ神の寵愛者故だとされている。

### 攻略対象キャラクター
ヴァイル・ニエッナ＝リタント＝ランテ
14歳。性別は未分化。成人後に選択する性別はエンディングによって異なる。
緑色の短髪をしており、成人後の立ち絵では男女どちらでも髪を長くしている。
六代目の王候補で、額に選定印を持つ。幼少期から王になるための英才教育を受けており、勉学や堅苦しい礼儀作法を嫌う言動をしながらも、どのような分野にも秀でている。一年前、腕試しのために御前試合にごり押しで出場した際に大怪我を負ったが、現在では治っている。その一件や王候補という立場から遠巻きにされることが多く、実力の上でも立場の上でも自分と対等な相手を求めている。
一人称は「俺」で、男性的な言葉遣いをして、成人後は男性になると宣言している。屈託なく明るく振る舞い、がさつな普通の少年のようである。もう一人の王候補である主人公の存在を面白がり、また運命的なものを感じ、初対面から主人公に親しみを持って接している。建国のおりに活躍した、名のある貴族であるランテ家の当主でもあり、人懐こい性格の一方で貴族らしい傲岸さも時折垣間見せる。
五代国王リリアノの甥で、リリアノの弟のイルアノを父に持つ。母は第二子の妊娠期間中に事故死している。父は七年前に海の果てへと出奔している。育ての親のようなものである乳母の逝去など、幼少期に立て続けに親しい者たちを失ったことから根深い孤独を抱えている。七年前に従兄弟のタナッセと共に、当時の侍従頭の手によって誘拐されたことがある。
タナッセ・ランテ＝ヨアマキス
17歳。男性。現国王リリアノの一人息子で、ヴァイルの従兄弟にあたる。
青色の短髪をしており、肩にはいつも洒落た布を纏っている。離縁して城外で暮らしている父・クレッセと髪や瞳の色が似ているが、面差しは母・リリアノにも似ている。母を尊敬する一方で、父のことは、王配という重い立場に耐えられず逃げ出した者として激しく嫌っている。
王子という立場であれど、リタントの特殊な王制から、選定印を持たない彼には王位継承権はない。その事へのコンプレックスが強く、主人公やヴァイルに対して冷たく当たる。ヴァイルとの仲は長じるにつれこじれていったが、幼少の頃からの付き合いで気心は知れており、ヴァイルの抱える孤独などを知った上で行く末を案じている。父方の従兄弟であるユリリエとも幼いころからの間柄だが、幼少期にひどくいじめられたことがトラウマとなっており、避けている。
貴族たちや使用人らに対して、些細な事で長文で嫌味をよく並べたてており、そのような態度から王城での評判は悪い。
リリアノ・ランテ＝リタント＝ヨアマキス
36歳。女性。五代目のリタント国王。タナッセの母、ヴァイルの伯母にあたる。三代国王の孫でもある。
紫（ピンクともいえる）の長髪をしている。巨乳の持ち主であり、豊満な谷間をいつも覗かせている。
選定印を持つ者が多く輩出される貴族のランテ家に生まれ、王たる者としての教育を受けて育ち、厳格で威風堂々な誰もが認める国王である。目立つ業績こそないものの、四代目が行おうとしていた改革案によって荒れていた情勢を立てなおし、国政を安定させたことが評価されている。自らも王としての意識が強く、それ故に息子のタナッセに一般的な母親のように振る舞えないでいる。元夫であったクレッセとは、不仲というわけではないが諸般の事情により離縁している。一人称は「我」で、やや古めかしい文語体のような尊大な口調で話す。
ローニカ・ベル＝ハラド
52歳。男性。主人公に仕える老侍従で、彼を村まで迎えに使わされた作中で一番初めに登場する人物。
総白髪で眉毛も白く、同じように白い髭を鼻の下と顎のあたりに豊かに茂らせている。
穏やかな風体で気性も優しく、慣れない城暮らしを始めた主人公に親身になって世話をしている。複雑な立場にある主人公を外敵から守るための護衛役をも請け負っており、武術の腕が非常に立つ。家族というものを持ったことはなく、苗字は親から継いだものではなく便宜上与えられただけのものである。侍従役を務めるようになる以前の職務は不明で、その素性は謎めいている。
サニャ・イニッテ＝コノラ
16歳。女性。主人公に仕える侍従で、田舎の家族を養うために働いている。立場は違えど育ちは同じようなものである主人公に親しみを感じている。
茶髪をボブカットにしている。顔にはそばかすが散っている。小柄で、服装はメイド服に近い。
かつて城仕えをしていた大叔母のコネで雇われたという経緯を持つ。給金のためだけではなく、大叔母から聞かされた城内の風景に対する憧れも就職の動機であったが、近頃ではホームシック気味になっている。主人公の侍従に抜擢されたのは、故郷から切り離された主人公とは近しい立場であるが故に、互いに打解けやすいだろうというローニカの気遣いからだった。ちゃんとした教育は受けてこなかったので、読み書きは不得手である。敬語も苦手で、たどたどしくて所々おかしな言葉遣いになっている。手先が器用で、裁縫などの針仕事を得意としている。猫が好きで、禁止されている餌やりをこっそり行っている。
グレオニー・サリダ＝ルクエス
19歳。男性。王城に仕える衛士だが、哨戒や番兵などの下っ端が行う仕事ばかりを与えられている。
高身長で筋骨隆々とした体格の持ち主。こげ茶色の髪を短く刈っている。
鉱山貴族に代々仕える衛士の家系に生まれた。五人兄弟の末っ子で、経営不振のための体の良い食いぶち減らしのために王城に行かされた。単純実直な性格だが、落ち込みやすく、ネガティブ思考に陥りがちなところがあり、そんな性格のためか御前試合ではあまり実力を発揮できない。貴族ではない家柄と、不十分な剣の腕前から出世はできないだろうと諦め気味である。雨男で、大事な日にはいつも雨が降るという。
落ち着きのない性格で間抜けたところがある。主人公の素性にも額の徴にも気づかずにため口で話しかけたり、女性だと間違えてティントアに惹かれたり、道行く人物によくぶつかったりしている。四人いる兄は全員男性を選択しており、男ばかりの家庭で育ったため、女性に対して夢見がちなところがある。父親の名はエレモニア。
モゼーラ・ゼネ＝トカーキ
22歳。女性。王城の図書館に仕える文官。以前は法務に勤めていたが、税率を一桁間違えて提出するという重大なミスをして左遷された。
濃い茶色の長髪を結っており、薄い顔立ちをしている。
地方の役人である父母のもとで育った。知性的で真面目な人物だが、思い込みが激しいところがあり、そのために失敗をすることもある。正義感が強く、立場が上の相手であろうと不正や怠慢を許そうとせずに立ち向かうために、煙たがられて遠巻きにされることが多い。彼女の疑惑の目はリタントでは絶対的な存在である王制にまで向いており、王城にやって来たのは、ある調査をするためだった。惚れっぽく、様々なタイプの男性に次々と心惹かれているが、一度思い込んだら突っ走りすぎる性格のためか、なかなか恋が成就しない。嫁き遅れることを気に病んでいる。
ティントア・シーア＝ファダー
18歳。男性。王城の神殿に仕える神官。浮世離れした敬虔な人物で、優秀さから将来は大神官長になるだろうとされている。
紺色の長い髪を垂らしており、神官服を纏っている。女性と見まごうばかりの見目麗しい容貌をしており、彼の取り巻きは数多いが相手にはしていない。
捨て子で、城下町にある孤児を育てる施設「神の家」で双子の弟（妹）と共に育った。寡黙でおっとりとした性格だが、進んで聖書を暗唱して神へ祈りを捧げる信心深さから優れた子供だと扱われていた。普段は口があまり回らないが、神に関することではよく話す。その宗教観は他の神官たちが共通して持つものとは異なり、異端とも言える独特なものではあるが、それを知る者はあまりいない。
神の家で火事が起こった際に行方不明になった弟のことを気にかけている。彼女のことを半身のように、自分自身の延長のように認識し、大切に思っている。神の家焼失後はファダー家に養子として引き取られた。ファダー家は神殿議員を代々輩出している家系で、子のない現当主に前当主が無理矢理養子を押し付けたという形であり、そのような経緯から養父である現当主・メノヒアからは良く思われていない。
ルージョン・アーネ＝フィアカント
18歳。女性。ティントアの弟（妹）であり、この世界では実在すら疑われ忌み嫌われている魔術師である。
ティントアとそっくりな顔立ちをしており、体型の隠れる神官服を纏い、ティントアのふりをして王城に出没する。立ち絵はティントアのものを左右反転して使用されている。表情差分は別個のものとなる。ある物を得ようと城内を探しまわっており、ティントアのことは姿を利用しているだけで、嫌うような言動をして彼からは距離を置いている。気性の激しい性格で、神の家にいた頃はティントアとは違って神を信じず、信仰を強要する育ての親たちに反発していた。いつか実の両親が迎えにきてくれることを信じ、心の支えとしていた。
魔術の使い手で、手を触れずに相対する人物を吹き飛ばしたり、水面の上を歩いたりすることができる。それらの術は、神の家焼失後にルージョンを拾った老魔女から習ったものである。老い先短い老魔女のことを実の祖母のように慕っている。老魔女の口調を真似た少し粗野で古めかしい女言葉で話し、一人称は「私」を用いている。かつては「僕」という一人称を使っており、混乱した時には今でも僕と言ってしまう。成人後に女性となったのは不本意な選択であり、元々は男性になろうとしていた。
トッズ
自称20歳。男性。奇数週に行われる城内の市に現れる商人。
長身で、長い茶髪を後ろで束ね、口髭を生やした見るからに怪しげな風体をしている。両耳にはピアスをつけている。
口が上手く、客を言いくるめて物売りをする。正確な年齢も姓名も不明であり、名乗っているトッズという名も偽名である。誰に対しても気安くフレンドリーに接し、好意を持った相手には直情的に愛の言葉を囁くが、その真意は定かではない。
ユリリエ・ヨアマキス＝サナン
17歳。女性。伯爵令息（令嬢）。タナッセの父方の従姉で、リリアノの義理の甥（姪）にあたる。
金髪のロングヘアにリボンを結び、豪奢なドレスを身に纏っている。
貴族のお嬢さまらしい華やかな振る舞いで、色事を好む性質らしく多くの浮名を流している。口調は丁寧だが毒がある。幼少期の一人称は「俺」で、男性寄りの乱暴で活発な子供で、タナッセをよくいじめて恐れられていた。成人後に女性を選択してからは一転して上品な物言いをするようになり、その変わり身の早さも周囲を驚かせた。
ヨアマキス家は、リリアノとクレッセの婚姻によって子爵より伯爵へと引き上げられた。離縁によって爵位が戻されることこそなかったものの、貴族社会の中での立場は辛いものとなっている。再び一族を復興させるために、ヴァイルが王座に就いた後の王配の座を狙っていると噂されている。父の名はライッナ。

### サブキャラクター

#### 歴代国王
神に与えられたとされる選定印を額に有し、玉座に就く者を指す。
ルラント
性別は不明。初代リタント国王。
統一国家ダリューラからの分裂戦役の際に、三足族を率いた英雄である。リタント建国後、国の礎を築いた後に子孫ももうけずに失踪しており、現代ではその素性は謎に包まれている。その不可思議な経歴と、分裂戦役の折のカリスマ性から、唯一神たるアネキウスの化身ではないかとさえ囁かれている。
ノイラント
男性。二代リタント国王。
偉大な業績を残したという建国王であるルラントと、攻略対象キャラクターの血縁であり王制に改革をもたらした人物でもあるファジルとの間に挟まれ、非常に影が薄く、歴史書の中での業績に関しての記述も乏しい。
ファジル・テイルフ＝リタント＝ランテ
61歳没。男性。三代リタント国王。リリアノの祖父にあたる。四代国王ネセレの養父でもある。
隆々とした巨躯の持ち主で、強く厳しく孤高の人物であったと伝えられる。敵対勢力であった二代国王との政権争いに打ち勝ち、選定印が継承の条件であることを確定させた人物である。玉座の継承時期を、前王の死によってではなく、次の王の成人によって行うと決めたのも彼である。リタントの制度の多くはファジルによって制定されており、現在のリタントの父のような存在である。傲慢で独善的だとの非難も多くあったという。信心深い人物ではなかったようで、特に神殿からは良く思われていない。根っからの貴族であり、平民から出た国王であるネセレとは不仲であったとされ、三代目と四代目の国王の確執は今も戯れ歌に残るほどである。
ネセレ・ドノア＝リタント＝フィリー
44歳没。男性。四代リタント国王。
線の細い容貌の持ち主。貧しい商人の息子であったが、5歳の折に選定印を発見されて城に迎えられ、王としての教育を受けるようになった。親から引き離されてのその生活に馴染めず、自らを養子に迎えた三代国王とは不仲であった。鬱屈した日々の中で貴族社会への不満を抱いていたという。即位後は、貴族制度の解体など大胆な改革を行おうとしていた。その計画は頓挫したものの、貴族たちからは死した今でも忌まれている。一方で、先代よりも神殿への理解は篤かったため好かれており、また、庶民の出であることから大衆からも支持を受けていた。
王配を持つことなく、余興にくれることもなく、ひたすら王としての仕事に励み、公式の記録では血縁者も残していない。しかし、側付きの侍従との間に密かに子をもうけていたらしい。
22年前、リリアノが成人する直前に不審な死を遂げており、その死因については現代でも様々な憶測が流れている。

#### 貴族
国王を支え、国内の政治を実行する役割を担う者を指す。分裂戦役の折に、建国王と共に戦った者たちに恩賞として与えられた称号と土地が世襲によって受け継がれた形となっている。現在では、生まれながらに与えられた地位に浸るだけの傲岸で無能な者も見られる。
イルアノ・ニエッナ＝ランテ
男性。ヴァイルの父、リリアノの年子の弟にあたる。ランテ家の先代当主。
ある事件によって怪我をしており、右目はほとんど見えなくなっていた。七年前に、魔物が住むとされる危険地帯である海の彼方へと出奔して以来、生死不明となっている。海へと出た理由は、妻が第二子を妊娠中に海に転落して死亡したために気がふれたからではないかと噂されている。
寵愛者であるリリアノを守るための影武者とするべく、リリアノに似るよう育てられ、個別の名前すらも成人するまで与えられていなかった。そのような育ちであったにもかかわらず、穏やかで優しい人柄であった。
ゲーム本編での立ち絵などはないが、公式イラストでは前髪で右目を隠した、肩にかかる程度の長髪の人物として描かれる。髪の色はリリアノと同じである。
クレッセ・ランテ＝ヨアマキス
男性。タナッセの父にあたる。リリアノの夫であったが、現在は離縁している。
ヨアマキス伯爵次子。長身で、どこか茫洋とした雰囲気を漂わせている。青色の長髪を束ねた穏やかな顔つきをした人物。まだタナッセが2歳だったころに、諸般の事情によりタナッセを置いて王城を出て行き、ヨアマキス領にて暮らすようになった。その件についてタナッセからはひどく憎まれているが、今でもタナッセとリリアノに愛を注いでいる。
ヤニエ
32歳。女性。修辞学の第一人者で、伯爵位を持つ。
古神殿のあるディットンに在住しており、修辞学の分野での優れた才から、神官しか出入りを認められていない神殿書庫に特例として立ち入ることを許されている。好き嫌いのはっきりした性格であり、社交嫌いだが、かつてディットンに短期留学していたタナッセとは懇意であり、修辞学において彼の師匠でもある。ディットンで暮らしていたことのあるティントアとも顔見知りである。髪の毛がひげのようであったからと、ティントアからは「ひげ伯爵」と呼ばれていた。
ギッセニ
男性。王城付きの肖像画家で、男爵位を持つ。
髭もじゃらな大男だが筆遣いは繊細で国一番の画家とも言われている。気ままな性格で、気にいった人物の肖像画を節操なく描きたがる。あまり身だしなみに気を遣う方ではないらしく、強い体臭を放っている。
ノグレイ
男性。伯爵位を持つ。妻帯者。
気さくで人好きする性格だが、大の噂好きで話したがりなところが玉に瑕。緑の週と赤の週の十日に「無礼会」と称して、王族すらも対象にしたかなり突っ込んだ噂話の会を内輪で開いている。
ミーデロン・ファイフ＝テリジェ
17歳。男性。テリジェ侯爵子息。ノーティの兄。
多くの貴族がそうであるように、タナッセに対して反感を抱いており、事あるごとに噛みついては対立している。ユリリエとも、互いに苦手意識を持っていて仲は良くない。
ノーティ・ファイフ＝テリジェ
15歳。女性。テリジェ侯爵子息（令嬢）。ミーデロンの弟（妹）。
王配の座を狙い、大変ストレートにヴァイルに絡みついてまわり婚約を取りつけようとしている。形振り構わない必死さで、嫌がるヴァイルにしがみついて引きずられている姿なども目撃されている。

#### 衛士
「えいし」と読む。王族や貴族の身辺警護を行う者たち。剣の腕が立つことだけでなく、通常の場合はそれなりの家柄や品性が要求される。現実の騎士に近い存在であるが、騎乗する動物のいないこの世界では騎士という言葉は発生しない。
モル
24歳。男性。タナッセの護衛役を務める衛士。
巨躯の持ち主で、坊主頭でわずかに髭を生やし、渋い顔立ちをしている。武芸に秀でているが、公の場でそれを競い合おうとすることはなく、常にタナッセの傍に控えている。タナッセに対して忠実に振る舞い、命じられれば正義に悖るようなことでも行う。周囲からは畏怖を持って接されており、タナッセのことを軽んじている者たちの多くもモルを恐れて真っ向から噛みつくことが出来ない。寡黙で、衛士仲間から風評の悪いタナッセのことで絡まれることがあっても無言で通している。
公式で行われた第一回キャラクター人気投票の際に、攻略対象キャラクターであるモゼーラよりも上位に食い込んだ。
ハイラ
19歳。男性。衛士。
貴族でもある。子爵の子息で、六人兄弟のうちの四番目。グレオニーの同僚で、名前を略することが失礼だとされる文化であるにもかかわらず彼を「グレちゃん」と呼び、軽んじた態度を取る。くだけた口調で話し、軽薄な雰囲気を漂わせている。
フェルツ
男性。衛士。グレオニーの友人で、元々は名無しだったが、公式で行われた名付けのための投票イベントで一位となった「フェルツ」が名前となった。落ち込みやすいグレオニーを時に優しく励まし時に厳しく叱咤する人柄の良い人物。

#### 神官
唯一神たるアネキウスを崇敬し、神殿に仕える者たち。アネキウス信仰はリタントの建国より遥か昔から行われており、神殿は歴史という形のない武器を持っている。神官らは名目上は王の臣下とされているが、長たる大神官長は王とは対等な立場にある。能力重視で貴族ほど血筋を重んじることはなく、神殿議員を多く輩出する名門の家柄では養子も珍しくない。
アモナ
女性。歳は20代。神官の指導を行う神官司。城内の神殿で職務にあたる。
赤毛の短髪という姿をしている。神殿議員の家系の出身で、自身も次期神殿議員候補である。鋭い目つきをした人物で、厳しい指導を行いがちである。神の徴たる選定印を持つ者は、本来ならば王ではなく神官であるべきではないかという考えのもと、王座からこぼれそうな二人目の王候補者である主人公を神殿に取り込もうとしている。
ニーナッテ
男性。15歳。アモナの下で指導を受ける準神官。
マッシュルームを思わせる独特の形状の、灰色の髪を持つ。小動物的な雰囲気の持ち主で、やや落ち着きに欠ける。何事も一生懸命に取り組み、周囲の評価はそれほど悪くない。

#### 魔術師
魔物と契約し、不思議な力を用いたという忌み嫌われた存在。遠い昔に迫害され、滅んだとされている。現代にも密かに存在しており、独自の営みを続けている。魔術を行使するが、伝承とは違い、魔物と関係を持つわけではなくあくまでも自身の力を用いる。
老魔女
神の家焼失後の幼いルージョンを拾い育て、魔術を教えた人物。
長い総白髪を結い、老いてかなり背の縮んだ姿をしている。病を抱えており、老い先短い。歩くのにさえ不自由しており、杖を使っている。ルージョンを拾ったのは単純な親切心からではなく、ある目的のためであったが、共に暮らすうちに情に芽生えてルージョンを愛するようになった。依存するかのように自分に頼り切っているルージョンの行く末を案じている。魔術師に必要な素養は「孤独」であるとして、実子や孫にも深い愛情を抱くことはなく厳しく接していた。自らに反発して家を出た娘を捕らえて、結果的に死に追いやったりと、肉親に対する態度は非人道的ですらあった。
ドゥナット
男性。21歳。魔術師であり、ルージョンを拾った老魔女の孫。魔術の上ではルージョンの兄弟子にあたる。
顔が隠れるような深いフードの服をよく着ており、鋭い目つきをしている。髪は黒く、後ろ毛がやや長い。顔立ちは整っているが陰気な印象を与える。まだ10歳だった頃に老魔女に放火を行うよう命じられるなど、魔術師として情を捨てるよう教育されて育ち、歪んだ精神の持ち主となっている。幼い頃のルージョンに対しても非人道的な振る舞いをして、そのために老魔女から勘当されて家を出ている。老魔女には、精神的な意味で、自分とよく似ていると評されている。城内に時折出没し、暗躍している。
占い師
市に現れて占いを行う人物。その素性は知れないが、言葉遣いや美しい声色は女性的なものである。顔は見せず、ずるずるとした服を着込み、全身に装飾品をつけている。
人の心を読むことが出来るようで、主人公やその他の人物たちの内心での他者への好感度を言い当てる。そして、人物から人物への愛情や友情、憎悪や嫌悪などの感情を操り増幅させることができる。憎悪を三度増幅させると、主人公が憎しみの対象にしている者にしか効かないという不思議な毒薬を渡してくる。また、夢を通して主人公に語りかけることもある。主人公を「人の王の子」と呼び、自らが人外の者であるようなことをほのめかしている。

#### 使用人
テエロ
22歳。男性。ヴァイルの御典医。
金髪をオールバックにしている。15歳の頃から王城に仕えており、薬や毒の知識に精通している。丁寧ながらも棘のある物腰で、特に主人公に対しては冷たく当たる。実は暗殺者の始末などを行う影の護衛役を任せられており、腕が立つ。守るべき対象であるヴァイルに対して主従を超えた愛情を抱いている。意図的ではなく事故でヴァイルを傷つけた者を、仕事の領分を越えた個人的な感情と判断から殺害した事さえある。ローニカのことを慕っており「翁」と呼んでいる。
ミネルア
サニャが暇をもらっている間に主人公の部屋付きになる侍従。
老女の侍従
女性。年老いた侍従で、古い時代から王城に仕えている。ファジル、ネセレ、リリアノらの近年に玉座についだ三代の王たちについて語り聞かせてくる。

## 小説
小麦畑の公式サイトにて、ゲームと世界観を共有する小説が公開されている。

### 冠を持つ神の手 外伝
・八年前、七年前、そして一年前
タナッセが主人公。ゲーム本編より遡った過去のランテ家が主な舞台となっている。ヴァイルとの初対面からはじまり、過去に起きた誘拐事件などのタナッセとヴァイルの間に起こった出来事を、ゲーム本編での現代へと近づけながら描かれる。
・終わりの夜　目覚めの朝
ファジル・ネセレ・イルアノの各エピソードが描かれている。ゲーム本編では名前しか登場していないそれぞれのキャラクター達に起こった出来事や心情を知ることが出来る。

### Southward
ホリーラを舞台とした、南の地を目指す五人の少年少女の物語。時系列は、ゲーム本編よりおよそ百年後となっている。ゲーム中ではその存在を半ば忘れられ魔物の類と混同されている、背に羽を有する有羽族と、獣のような耳や尾を有する生耳族の者たちが主な登場人物となっているが、ホリーラには存在しないはずの三足族の者も登場する。